# Martin Redtmer

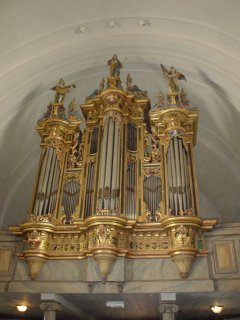
Orgeln i Bälinge kyrka

Martin (Mårten) Redtmer (Morten, Mårten)(Rethmer, Rutner, Rythmer), född omkring 1575 i Tyskland, död 1655 i Stockholm, var en träbildhuggare troligen av tysk börd.
Hans födelseår är obekant men Sten Karling har bedömt hans födelseår till omkring 1575. Han var gift med Anna von Benten. Man kan spåra hans arbeten från 1625 då han för svenskas flottan utförde bildhuggeriarbeten. Han omnämns i de gamla skeppgårdsräkenskaperna för regalskeppet Vasa som Mäster Mårten Billetsnidare där han toppar listan av fem yrkesbröder med den högsta lönen. Bland hans mest framträdande skulpturer från Vasa är en Herkulersfigur med örnutsmyckad hjälm samt galjonslejonet. Martin Redtmer utförde många av skulpturerna för Regalskeppet Vasa.
1647 formgav han mansfiguren Kopparmatte som placerades vid spöpålen/skampålen på Stortorget i Stockholm. För Jakobs kyrka i Stockholm utförde han en predikstol 1636 som monterades ner 1815. Han arbetade 1638–1639 med utsmyckningen av den 51-stämmiga läktarorgel i Storkyrkan i Stockholm, som byggdes av Georg Hermann och Philip Eisenmenger 1632–1640  och omkring 1788 flyttades detta arbete till Bälinge kyrka i Uppland. Man antar att han även är upphovsman till orgelfasaden på den äldsta orgeln i Kristine kyrka i Falun.